# Joseph Duncan (politico)
Joseph Duncan (Paris, 22 febbraio 1794 – Jacksonville, 15 gennaio 1844) è stato un politico statunitense.
Fu il sesto governatore dell'Illinois dal 1834 al 1838, l'unico Whig ad aver mai governato lo Stato. Prima di diventare governatore fu per quattro mandati rappresentante democratico.

## Biografia
Duncan nacque a Paris, in Kentucky. Prestò servizio come soldato nella guerra anglo-americana e nella guerra di Falco Nero. Si trasferì in Illinois nell'anno in cui divenne uno Stato, il 1818, insediandosi a Brownsville nella contea di Jackson. Nel 1830 si trasferì a Jacksonville. Prima di diventare governatore ebbe un'importante carriera politica. Fece parte per un mandato della Camera dei rappresentanti dell'Illinois dal 1825 al 1829. Fu eletto a rappresentare il distretto congressuale At-large dell'Illinois al Congresso nel 1826, sconfiggendo Daniel Pope Cook. I democratici Jacksoniani erano in ascesa nella politica dell'Illinois, e Cook perse contro di loro quando votò contro Andrew Jackson nell'elezione presidenziale del 1825. Duncan si candidò come Jacksoniano vincendo con 6322 voti contro i 5619 di Cook. Fu rieletto due volte e nel 1832 vinse un quarto mandato come rappresentante del neonato 3º distretto.
Duncan si presentò inizialmente al Congresso da democratico Jacksoniano, ma la sua relazione con il partito del presidente Jackson peggiorò nel corso della sua carriera. Nel 1834 votò spesso con gli oppositori Whig. La rottura definitiva con i democratici si ebbe nel giugno 1834, quando votò per la nuova creazione di una banca degli Stati Uniti d'America. Con l'aiuto dei democratici ignari del cambiamento politico di Duncan, fu eletto governatore senza fare nessuna campagna elettorale e senza mai neanche visitare l'Illinois.
Nel discorso di metà legislatura di due anni dopo, il governatore Duncan chiese alla legislatura di approvare una legge che avrebbe autorizzato la costruzione di numerose strade, ferrovie, ponti, porti e canali in tutto lo Stato. Nel tentativo di gestire il panico economico del 1837, e comprendendo i costi delle opere pubbliche previste, Duncan chiese alla legislatura di annullare la precedente decisione. I legislatori non lo ascoltarono, aggiungendo altri progetti al programma. Nonostante le opere eseguite furono poche, il programma accumulò debiti che obbligarono lo Stato a dichiarare bancarotta. La prima proposta di legge da 15 milioni di dollari, presi in prestito per ripagare i costi del programma, erano il doppio degli incassi annuali dello Stato. Il debito sarebbe stato saldato solo nel 1882, e costò allo Stato più in interessi che nell'ammontare del credito.
Fu sempre durante il mandato di Duncan che la capitale dello Stato fu trasferita da Vandalia (contea di Fayette) all'attuale Springfield (contea di Sangamon). Fu una scelta controversa dovuta in gran parte al carisma dei rappresentanti di Springfield, noti come i "Lunghi Nove", uno dei quali era Abraham Lincoln. Lincoln e gli altri otto membri della sua delegazione vinsero la votazione scambiando i voti a favore della nuova capitale con voti a favore dei progetti di altri distretti. Questo portò al fallimento dei programmi di opere pubbliche.
Duncan morì a Jacksonville, e fu sepolto nel locale cimitero di Diamond Grove.